# 현충사관리소 음봉분소
현충사관리소 음봉분소(顯忠祠 陰峰分所)는 충무공 이순신의 묘소 관리 등 현충사관리소의 업무를 분담하기 위해 설립된 대한민국 국가유산청 현충사관리소 소속기관이다. 충청남도 아산시 음봉면 고룡산로 12-38 (음봉면 삼거리 산 2-1)에 위치하고 있다.

## 연혁
- 1974년 2월 9일 현충사관리소 음봉분소 설치

## 조직

### 음봉분소장
- 분소시설물·건조물·조경